# Duc et pair
Le titre de duc et pair

Représentation héraldique d'une couronne ducale, rehaussée du bonnet de la pairie.

Couronne et manteau des ducs et pairs de France (représentés ici avec les colliers des Ordres du roi).

est celui de l'une des dignités les plus « élevées » dans la noblesse de France. Seuls sont plus « élevés » les princes du sang, descendants directs du « sang royal », et considérés comme pairs nés
.
Les pairs du Moyen Âge et des temps modernes ne descendent pas des pairs carolingiens dont parlent les chansons de gestes, mais des membres de la curia regis, possesseurs de fiefs puisque le devoir de conseil était une obligation vassalique[pas clair].
En 1275, le roi Philippe III établit la liste des douze pairs. Il y avait six pairs ecclésiastiques : l'archevêque-duc de Reims, l'évêque-duc de Langres, l'évêque-duc de Laon, l'évêque-comte de Beauvais, l'évêque-comte de Chalons et l'évêque-comte de Noyon. Les six pairs laïcs étaient le duc d'Aquitaine, le duc de Bourgogne, le duc de Normandie, le comte de Champagne, le comte de Flandre, le comte de Toulouse.
Les pairs ecclésiastiques, rejoints en 1690, par l'archevêque de Paris-duc de Saint-Cloud, François Harlay, subsistèrent jusqu'à la Révolution de 1789. Par contre les pairs laïcs originels disparurent avec l'annexion progressive de leurs territoires au domaine royal. La pairie fut alors à la disposition de la royauté qui la distribua pour récompenser de fidèles serviteurs. Les créations (érections) furent particulièrement nombreuses aux XVIIe et XVIIIe siècles (19 en 1590-1660 et 15 en 1661-1723). Certaines familles cumulaient les pairies, ainsi en 1723, 38 familles disposaient de 52 pairies. À partir du XVIIe siècle la pairie ne fut plus conférée qu'à des ducs. En 1789, il y avait 43 pairs dont 6 princes du sang.
La pairie était héréditaire par les mâles, bien que le roi puisse faire appel aux descendants par les femmes voire à des collatéraux. Elle s'éteignait avec la lignée nobiliaire qui avait bénéficié de la création. Les ecclésiastiques transférés vers un autre siège épiscopal conservaient leur dignité.
les pairs furent jusqu'en 1789, conseillers laïcs du Roi, et pouvaient siéger de droit aux séances du parlement de Paris, qu'on appelait le grand conseil. Ils siégeaient l'épée au côté, . À la droite du Premier président dans l'ordre de leur dignité et de la date de la création de leur pairie. Sauf dans les lits de justice où ils opinaient en premier, ils donnaient leur avis après les présidents et les conseillers du parlement.
La dignité était surtout honorifique. Les pairs occupaient une place directement inférieure aux membres de la famille royale (enfants et petits-enfants de France et princes du sang). Le roi les appelait « mon cousin », et ils étaient nommés Monseigneur ou Votre Grandeur. Ils pouvaient danser avec les membres de la famille royale, entrer en carrosse dans les châteaux royaux et les duchesses avaient le tabouret chez la reine. Ils participaient au sacre du roi (à partir de 1711 s'il n'y avait pas de princes du sang ou légitimés). Le duc de Saint-Simon est le parfait représentant de l'attachement des pairs à leur dignité, qu'il défend âprement contre tout empiètement.
Les revenus des pairs consistaient en redevances seigneuriales, revenus fonciers, appointements de charges exercées à la Cour et de pensions accordées par le roi. Au XVIIIe siècle la pairie devint une caste, plus de la moitié des alliances matrimoniales se faisant dans le groupe des ducs et pairs, ce qui indispose une partie de la noblesse de dignité inférieure.